# 潙山
潙山（いざん）は、中華人民共和国湖南省長沙市寧郷市潙山郷にある山である。所在地は寧郷市と桃江県と安化県の3つの県と市の境にある。標高は927m。

## 観光
山と周辺部には密印寺、炭河里遺跡、青洋湖、三関門、千仏洞、何叔衡故居、謝覚哉故居などの観光地があり、2012年に中華人民共和国国家級風景名勝区に認定された。

## 名物・特産品
- 潙山毛尖（中国語版）